# Cecilie Skog
Cecilie Skog (født 8. august 1974 i Ålesund, Norge) er sygeplejerske, bjergbestiger og opdagelsesrejsende. 
Hun er den eneste kvinde, 2006, som har nået toppen af det højeste bjerg på hvert kontinent på Jorden (Seven Summits), nået de tre poler, Nordpolen, Sydpolen og Mount Everest (Mount Everest regnes som den tredje pol) samt den første kvinde, som har gået til Nordpolen.

## Seven Summits
At bestige de højeste bjerge på de syv kontinenter en udfordring for bjergbestigere. Cecilie Skog har præsteret bedriften i henhold til den oprindelige Bass-liste, der medtager det australske bjerg Mount Kociuszko. Hendes bedrift ser således ud:
- Mount Everest, 8.850 meter, Asien, 2004.
- Aconcagua, 6.962 meter, Sydamerika, 1999.
- Mount McKinley (Denali), 6.194 meter, Nordamerika, 2001
- Kilimanjaro, 5.895 meter, Afrika, 2004.
- Mount Vinson, 4.897 meter, Antarktis, 2006.
- Elbrus, 5.642 meter, Europa, 2003.
- Mount Kosciuszko, 2.228 meter, Oceanien/ Australien, 2006.

## Bjergbestigninger og andet
- Mont Blanc, 4.807 meter, 1996.
- Shisha Pangma, 8.042 meter, (stoppede ved 7.400 meter), 2003.
- Cho Oyu, 8.201 meter, 2003.
- Grønland, krydsede indlandsisen – 610 km, 2004.
- K2, 8.611 meter, 2008.

## Ekstern henvisning
- Cecilie Skogs hjemmeside Arkiveret 7. august 2008 hos  Wayback Machine